# Dennaton Games
Dennaton Games är en svensk videospelutvecklare grundad av programmerare Jonatan Söderström och grafisk formgivare Dennis Wedin. Firmanamnet är ett teleskopord av grundarnas namn. 

## Historia
Jonatan Söderström är en spelutvecklare, som tidigare utvecklat spel i Game Maker-motorn som en hobby. Söderström sa i en intervju att han verkligen behövde börja tjäna pengar på att skapa spel, så han bestämde sig för att göra ett större projekt. Han kontaktade sin vän Dennis Wedin, en grafisk formgivare, och tillsammans bildade de Dennaton Games, varefter de började med utvecklingen av Hotline Miami.

## Ludografi
| Titel                       | År   | Genre (er)               | Plattform (s)                                              |
| --------------------------- | ---- | ------------------------ | ---------------------------------------------------------- |
| Hotline Miami               | 2012 | Action, top-down shooter | Microsoft Windows, OS X, Linux, PS3, PS4, PS Vita, Android |
| Hotline Miami 2: Fel nummer | 2015 | Action, top-down shooter | Microsoft Windows, OS X, Linux, PS3, PS4, PS Vita, Android |